# يوفيتسا ستانيشيتش
يوفان «يوفيتسا» ستانيشيتش (بالصربية: Јован "Јовица" Станишић)‏؛ من مواليد 30 يوليو 1950) هو ضابط مخابرات صربي سابق شغل منصب رئيس جهاز أمن الدولة (SDB) في وزارة الشؤون الداخلية في صربيا في الفترة ما بين عام 1992 وعام 1998. نُحي عن منصبه في أكتوبر 1998، قبل أشهر من اندلاع حرب كوسوفو.
على الرغم من أنه لم يُعرف عنه الكثير خلال التسعينيات، إلا أنه يُنظر إليه على نطاق واسع على أنه «العقل المُدبر وقائد الفوضى» خلال الجزء الأكبر من الحروب اليوغوسلافية. على الرغم من كونه أقرب شخص إلى رئيس صربيا سلوبودان ميلوسيفيتش، وتأثيره الهائل على الأحداث زمن الحرب، إلا أن ستانيشيتش حافظ على اتصالات دائمة مع جميع الأطراف المُتصارعة. يُزعم أنه أُقيل في عام 1998 من منصب رئيس جهاز المخابرات بسبب خلافه مع ميريانا ماركوفيتش ووزير الشؤون الداخلية فلايكو ستويليكوفيتش، كونه عارض الاستخدام المفرط للقوة في كوسوفو.
حوكم ستانيشيتش مع فرانكو سيماتوفيتش أمام المحكمة الجنائية الدولية ليوغوسلافيا السابقة بتُهمة ارتكاب جرائم حرب في كرواتيا والبوسنة والهرسك في الفترة من 1991 إلى 1995. برأته المحكمة مبدئيًا في 30 مايو 2013 من التهم المُوجهة إليه سابقا، ولكن أُلغي الحكم لاحقًا في 15 ديسمبر 2015 بعد استئناف المُدعين (دائرة الاستئناف للمحكمة الجنائية الدولية ليوغوسلافيا السابقة) للحُكم. بدأت إعادة مُحاكمته أمام الآلية الدولية لتصريف الأعمال المتبقية للمحكمتين الجنائيتين (MICT) في 13 يونيو 2017.